# Elena López Riera

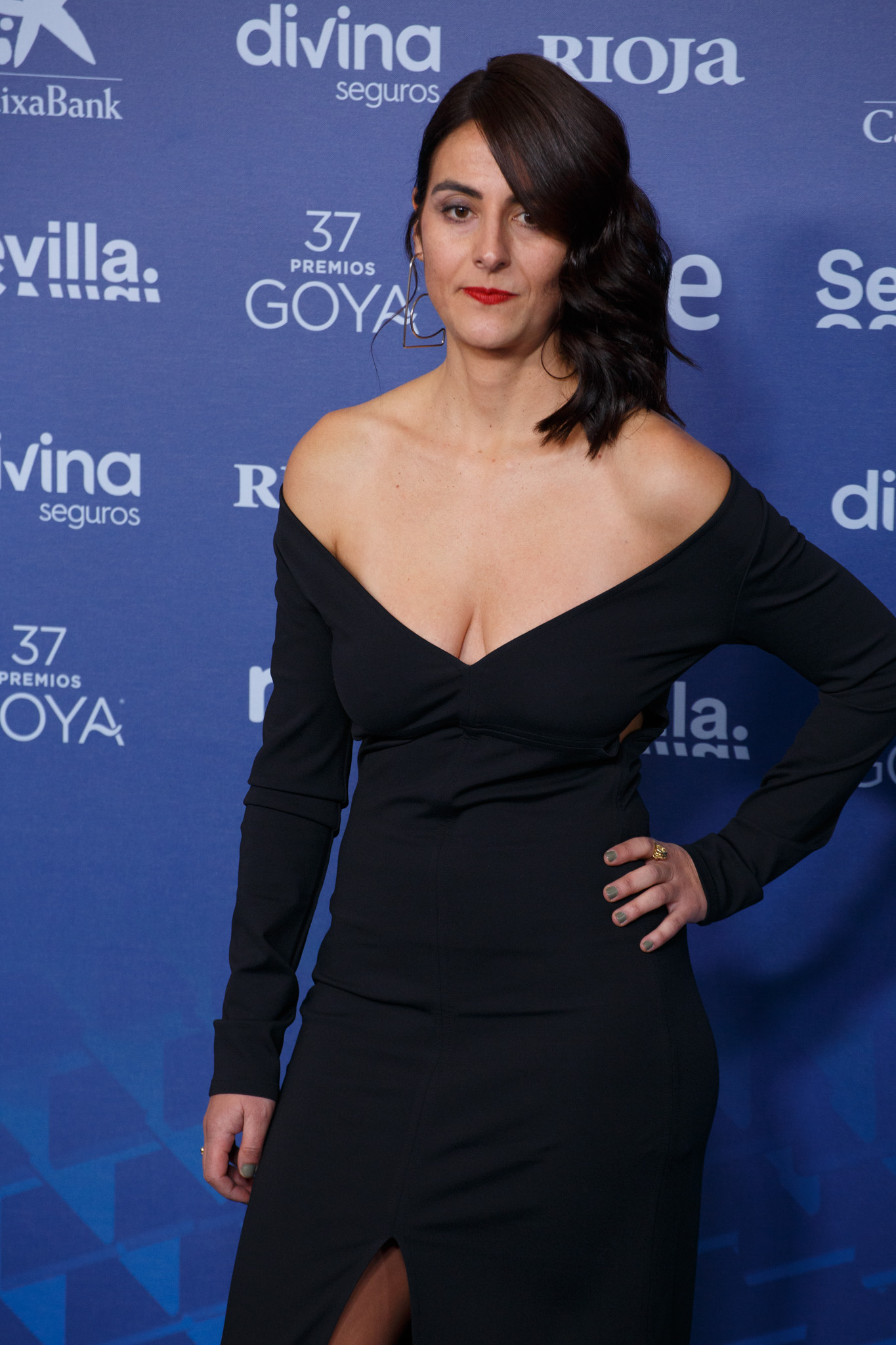
Elena López Riera

Elena López Riera (* 1982 in Orihuela, Spanien) ist eine spanische Filmregisseurin und Künstlerin. Sie lebt in Genf und Paris.

## Werdegang
Elena López Riera studierte audiovisuelle Kommunikation in Valencia, Spanien, gefolgt von einem Doktorat in Genf.
Ihr Kurzfilm Pueblo wurde 2015 in der Quinzaine des réalisateurs in Cannes uraufgeführt. Ihre weiteren Kurzfilme Las vísceras (2016) und Los que desean (Those who desire) wurden feierten beide am Locarno Festival Premiere, der zweite wurde dort sogleich mit dem Preis für den besten Kurzfilm ausgezeichnet und für den Europäischen Filmpreis nominiert.
Mit dem Drehbuch für ihren ersten Langspielfilm El Agua (The Water) nahm sie an der Artist Residency der Cinéfondation teil; der Film wurde 2022 ebenfalls an die Quinzaine des Réalisateurs in Cannes eingeladen. El Agua erzählt die Geschichte der jugendlichen Ana, die in einem Dorf in Spanien aufwächst, in dem seit jeher die Geschichte erzählt wird, dass der Fluss im Dorf bei jeder Flut Frauen verschwinden lasse. Der Film wurde zweifach für einen Goya nominiert, sowohl für die beste neue Regie als auch für die beste neue Schauspielerin. Auch beim Schweizer Filmpreis wurde er in zwei Kategorien nominiert: Bester Spielfilm sowie Beste Montage.
Zwei Jahre später, im Frühling 2024, feiert Las Novias del Sur seine Weltpremiere an der Semaine de la Critique in Cannes, wo er mit der Queer Palm für den besten Kurzfilm ausgezeichnet wurde. Las Novias del Sur, auch bekannt unter dem englischen Titel Southern Brides oder französisch Les Fiancées du Sud, ist ein 40 minütiger Dokumentarfilm, in dem die Regisseurin mit älteren Frauen in Südspanien über deren Liebes- und Sexualleben spricht, und anhand dieser Gespräche auch ihre eigene Situation als ledige, kinderlose Frau reflektiert. Las Novias del Sur wurde mit dem César und dem Schweizer Filmpreis als bester Kurzfilm ausgezeichnet, und war für den Goya nominiert.
Elena López Riera unterrichtet unter anderem an der Genfer Hochschule HEAD im Departement cinéma sowie Vergleichende Literaturwissenschaften an der Universität von Genf.

## Filmografie
- 2015: Pueblo
- 2016: Las vísceras (The Entrails)
- 2018: Los que desean (Those who desire)
- 2022: El Agua (The Water)
- 2024: Las Novias del Sur